# Cadempino
Cadempino je obec ve švýcarském kantonu Ticino, okresu Lugano. Žije zde přibližně 1 500 obyvatel.

## Geografie
Obec leží v nadmořské výšce 315 metrů na levém břehu řeky Vedeggio nedaleko sjezdu z dálnice Lugano Nord, asi 4 km severně od největšího města kantonu, Lugana.
Sousedními obcemi jsou Lamone na severu, Cureglia na východě, Vezia na jihu a Manno na západě.

## Historie

Letecký pohled (1964)

Byly zde nalezeny prehistorické artefakty. V roce 1003 král Jindřich II. údajně uzavřel v Cadempinu mír s Arduinem z Ivrey. Následujícího roku podepsal tentýž císař listinu potvrzující vlastnictví opatství San Pietro in Ciel d’Oro v Pavii. V roce 844 zde vlastnil pozemky a poddané klášter Sant’Ambrogio (Milán). Ve 12. století zpochybnil jurisdikci kláštera biskup z Coma. Spor se dostal před papeže Urbana III. (1185–1187) a Řehoře VIII. (1187); ten práva kláštera uznal.
Majetek zde vlastnila také katedrála v Comu. Na počátku 15. století musela obec poskytnout milánskému vévodovi devět vojáků. V letech 1426 a 1484 bylo Cadempino zpustošeno morem. Podle tradice bylo obyvatelstvo obce těžce zkoušeno stejnou nemocí také v letech 1580 až 1590.

## Obyvatelstvo a hospodářství
| Rok            | 1850 | 1900 | 1950 | 1970 | 2000 | 2010 | 2011 | 2012 | 2013 | 2020 |
| Počet obyvatel | 157  | 254  | 309  | 898  | 1317 | 1435 | 1446 | 1496 | 1512 | 1521 |

## Hospodářství
Cadempino bývalo tradičně zemědělskou obcí. Její příjmy doplňovalo sezónní vystěhovalectví za prací a těžba několika pískoven. Od konce 20. století vzniklo v rovině podél Vedeggia a dálnice mnoho průmyslových a obchodních podniků.
Z obcí, které odvádějí spolkové vládě nejvíce peněz na daních, je Cadempino na třetím místě, a to především díky tomu, že zde má své sídlo světoznámá módní značka Gucci. Své sídlo sem přesunula v roce 2010 z Londýna.

## Doprava
Železniční stanice Lamone-Cadempino se nachází na Gotthardské dráze. Spojení s okolními obcemi zajišťují také linky postbusu.

## Osobnosti
- Jan Blažej Santini-Aichel (1677–1723), český stavitel italského původu, jeho rodina pocházela z Cadempina